# Mogi Mirim Esporte Clube
El Mogi Mirim Esporte Clube és un club de futbol brasiler de la ciutat de Mogi Mirim a l'estat de São Paulo.

## Història
El club va ser fundat l'any 1932 i el seu primer any de fundació del club sempre va participar en les competicions de la Federació Paulista de Futbol. En els anys 50, el club es converteix en professional, però els resultats van ser molt dolent. però això va canviar en els anys 80, quan Wilson Fernandes es va fer càrrec de l'equip i els resultats van començar a aparèixer fins que arribi a la sèrie A1 en 1986. En 1994, el club va ser relegat a la Sèrie A2, però va tornar a l'any següent. En 2013, l'equip pot anar a les semifinals de la Paulista, només superada per Santos FC.

## Estadi
El Mogi mana els seus jocs a l'Estadi Romildo Ferreira, fundada en 1981, amb capacitat per a 19.800 persones.

## Jugadors destacats
- Rivaldo
- Giovanni
- Hernane
- Branco
- Paulo Nunes
- Frontini
- Mariusz Piekarski
- Hamílton

## Palmarès
- 2 Campionat Paulista de segona divisió: 1985 i 1995
- 1 Campionat Paulista del Interior: 2012